# لارنس آجاه-تته
لارنس آجاه-تته (انگلیسی: Lawrence Adjah-Tetteh؛ زادهٔ ۲۲ سپتامبر ۱۹۷۹) بازیکن فوتبال اهل غنا بود.
از باشگاه‌هایی که در آن بازی کرده است می‌توان به باشگاه ورزشی هارتس آف اوک اشاره کرد.
وی همچنین در تیم ملی فوتبال غنا بازی کرده است.